# 哈布斯堡的伊莉莎白
哈布斯堡的伊莉莎白（德語：Elisabeth von Habsburg，1436年—1505年8月30日），波蘭王后、盧森堡女大公，1454年至1492年在位。

## 家庭
1454年，伊莉莎白與波蘭國王卡齊米日四世結婚，兩人共有6子5女：
1. 弗拉迪斯瓦夫（1456年—1416年），匈牙利和波希米亞國王
2. 雅德薇加（1457年—1502年），巴伐利亞公爵夫人
3. 卡齊米日（1458年—1484年），1521年被封聖
4. 約翰（1459年—1501年），波蘭國王
5. 亞歷山大（1461年—1506年），立陶宛大公，1501年成為波蘭國王
6. 索菲亞（1464年—1512年），布蘭登堡-安斯巴赫藩侯夫人
7. 齊格蒙特（1467年—1548年），波蘭國王
8. 腓特烈（英语：Frederick Jagiellon）（1468年—1503年），格涅茲諾大主教
9. 安娜（英语：Anna Jagiellon, Duchess of Pomerania）（1476年—1503年），波美拉尼亞公爵夫人
10. 芭芭拉（1478年—1534年），薩克森公爵夫人
11. 伊莉莎白（波兰语：Elżbieta Jagiellonka (1482–1517)）（1482年—1517年），萊格尼察公爵夫人